# حلقه زمان (فیلم)
حلقه زمان (به انگلیسی: Omni Loop) فیلمی محصول سال ۲۰۲۳ و به کارگردانی برناردو بریتو است. در این فیلم بازیگرانی همچون مری-لوئیز پارکر، ایو ادبری، کارلوس جاکوت، کریس ویتاسکه، هانا پرل اوت، هریس یولین و ادی کیهیل ایفای نقش کرده‌اند.